# Jean-Pierre Thystère Tchicaya
Jean-Pierre Thystère Tchicaya (7 de enero de 1936 - 20 de junio de 2008) fue un político de la República del Congo, presidente interino del país del 5 al 8 de febrero de 1979. Miembro fundador del Partido Congoleño del Trabajo, anteriormente se había desempeñado como Ministro de Educación Profesional y Técnica desde diciembre de 1971 hasta diciembre de 1974.
Posteriormente en 1990 fundó la Agrupación para la Democracia y el Progreso Social y fungió como su presidente hasta 2008. Fue candidato a las elecciones presidenciales de 1992, obteniendo el 5,8% de los votos. Entre 1994 y 1997 se desempeñó como alcalde de Pointe-Noire. Fue presidente de la Asamblea Nacional de la República del Congo desde 2002 hasta 2007.